# Turul

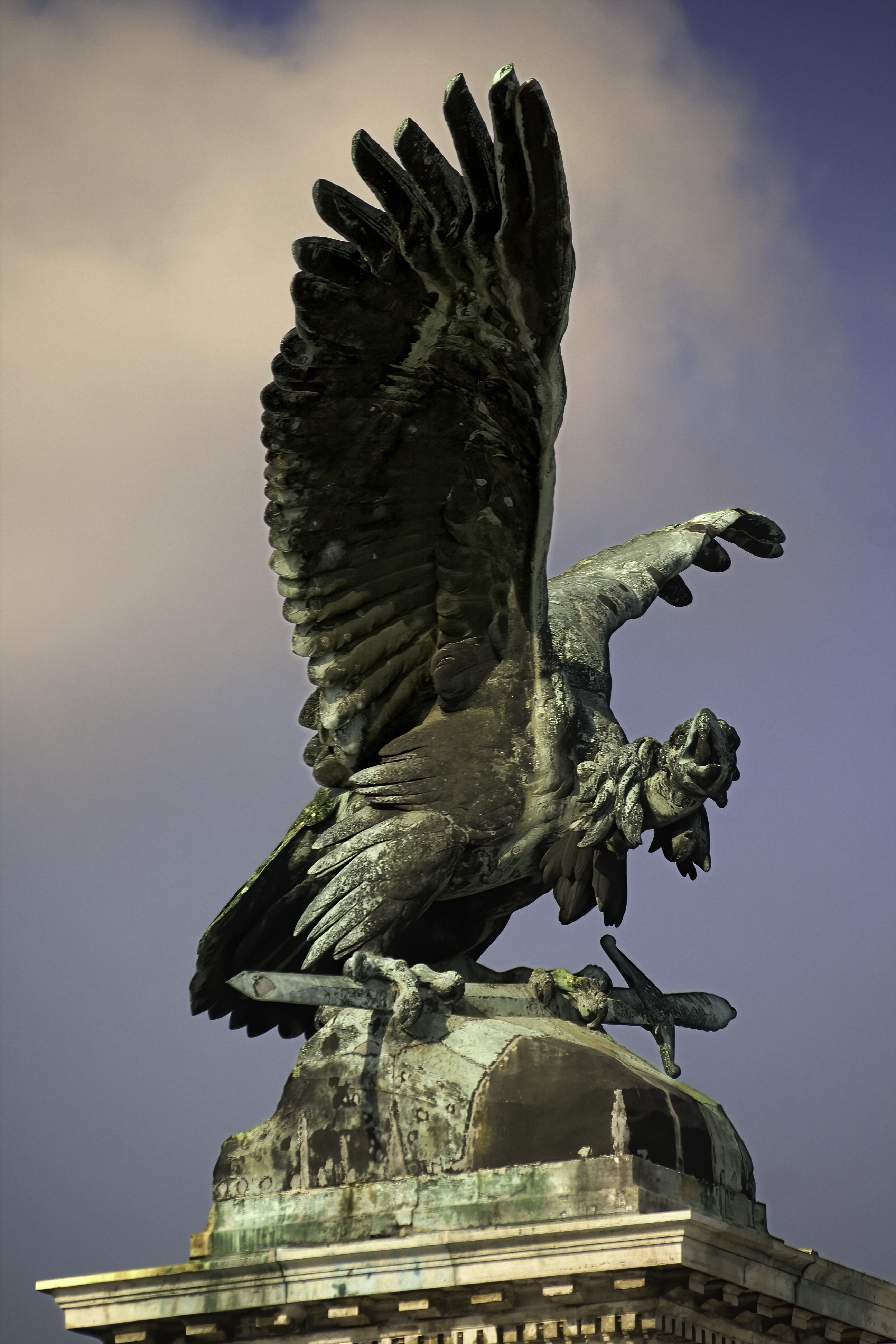
Tượng chim Turul tại Lâu đài Buda, Budapest, Hungary

Turul là một loài chim săn mồi trong thần thoại. Trong truyền thuyết của người Hungary, Turul được miêu tả như con diều hâu hoặc chim ưng, đồng thời Turul cũng là một trong những biểu tượng quốc gia của Hungary.

## Nguồn gốc

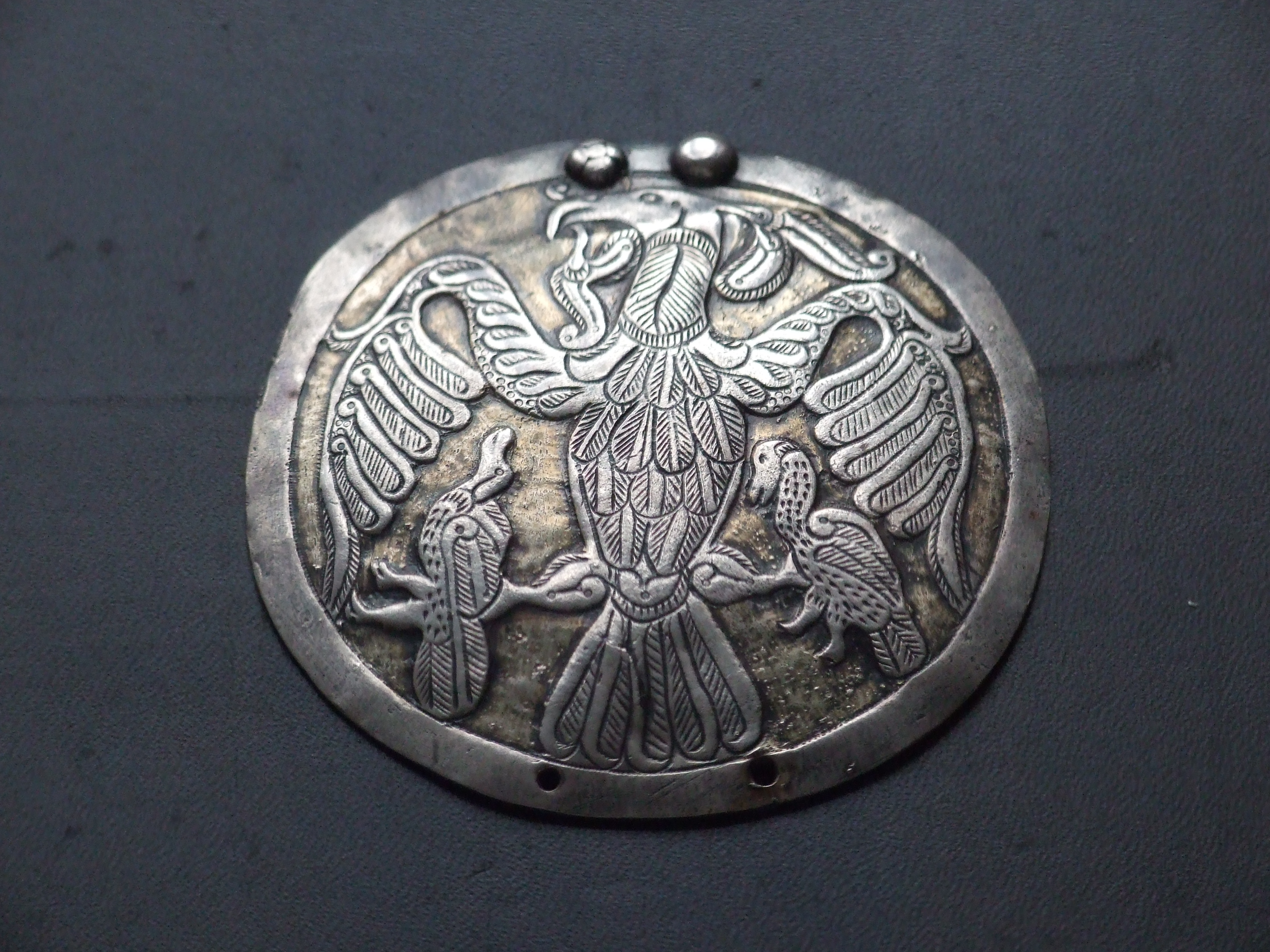
Huy hiệu bằng bạc mạ vàng với họa tiết chim Turul (Hungary vào thế kỷ 10) tại Bảo tàng Quốc gia Praha

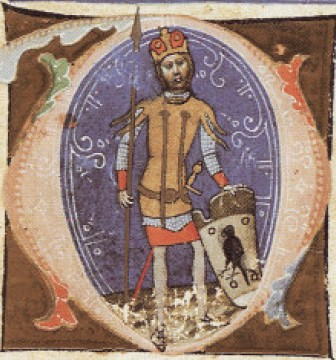
Bức tiểu họa của thủ lĩnh Ügyek, cùng tấm khiên có hình chim Turul (Biên niên sử bằng tranh, thế kỷ 14)

## Thời hiện đại

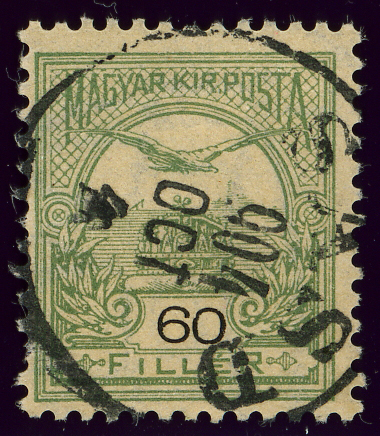
Tem bưu chính của Vương quốc Hungary với hình chim Turul năm 1900